# Đại hội Thể thao Đông Nam Á 2005
Đại hội Thể thao Đông Nam Á 2005, tên chính thức là Đại hội Thể thao Đông Nam Á lần thứ 23, là một sự kiện thể thao đa môn khu vực Đông Nam Á được tổ chức tại Manila, Philippines.
Đây là lần thứ ba Philippines đăng cai đại hội, và là lần đầu tiên kể từ năm 1991. Trước đó, Philippines từng tổ chức SEA Games lần đầu vào năm 1981. Khoảng 5.336 vận động viên đến từ 11 quốc gia tham dự đã góp mặt trong 443 nội dung thi đấu thuộc 40 môn thể thao. Đại hội diễn ra từ ngày 27 tháng 11 đến ngày 5 tháng 12 năm 2005, dù một số môn thi đấu đã bắt đầu từ ngày 20 tháng 11. Tổng thống Philippines khi đó, bà Gloria Macapagal-Arroyo, đã chủ trì lễ khai mạc và bế mạc tại khán đài Quirino, Công viên Rizal.
Bảng tổng sắp huy chương cuối cùng chứng kiến Philippines dẫn đầu, theo sau là Thái Lan và Việt Nam. Nhiều kỷ lục đại hội và kỷ lục quốc gia đã bị phá vỡ trong kỳ SEA Games này. Dù có một số tranh cãi, đại hội nhìn chung được đánh giá là thành công, phản ánh sự nâng cao trình độ thi đấu giữa các quốc gia Đông Nam Á.
Sau 14 năm, Philippines tiếp tục đăng cai Đại hội Thể thao Đông Nam Á 2019. Khác với lần trước, kỳ SEA Games này được tổ chức phân tán tại nhiều địa điểm mà không có thành phố đăng cai chính thức, dù trên danh nghĩa Manila vẫn được xem là thành phố chủ nhà.

## Tiếp thị

### Biểu trưng
Biểu trưng của Đại hội lấy từ các loại mặt nạ hóa trang truyền thống của vùng Bacolod, Philippines. Nó thể hiện sự phong phú của các sắc thái văn hóa và tinh thần cởi mở và hiếu khách của người Philippines. Biểu tượng lấy cảm hứng từ Lễ hội Maskara tổ chức hằng năm tại Bacolod, một trong những địa điểm thi đấu của SEA Games lần này.

### Linh vật
Linh vật của SEA Games 2005 là loài đại bàng Filipin Gilas. Loài này là một trong những loài đại bàng lớn nhất thế giới với đặc trưng là một chùm lông lớn trên đầu. Đại bàng sẽ tượng trưng cho sức mạnh và niềm kiêu hãnh. Nó sẽ thể hiện tinh thần chiến thắng của tất cả các vận động viên tham gia. Gilas lấy tên từ các từ Maliksi, Malakas, Matalino, Angat, Matalas nghĩa là "năng động", "mạnh mẽ", "thông minh", "cao cả" và "sắc sảo" trong tiếng Filipino.

### Các quốc gia tham dự
Tất cả 11 thành viên của Liên đoàn Đại hội Thể thao Đông Nam Á được dự kiến tham gia vào Đại hội Thể thao Đông Nam Á 2021. Dưới đây là các NOC tham gia.

- Brunei (271)
- Campuchia (108)
- Indonesia (779)
- Lào (102)
- Malaysia (613)
- Myanmar (452)
- Philippines (892) (Chủ nhà)
- Singapore (658)
- Thái Lan (780)
- Đông Timor (29)
- Việt Nam (652)

### Bảng xếp hạng
| Hạng                | Đoàn                | Vàng | Bạc | Đồng | Tổng số |
| ------------------- | ------------------- | ---- | --- | ---- | ------- |
| 1                   | Philippines         | 112  | 85  | 93   | 290     |
| 2                   | Thái Lan            | 87   | 79  | 117  | 283     |
| 3                   | Việt Nam            | 71   | 71  | 86   | 228     |
| 4                   | Malaysia            | 61   | 49  | 64   | 174     |
| 5                   | Indonesia           | 50   | 78  | 89   | 217     |
| 6                   | Singapore           | 42   | 32  | 55   | 129     |
| 7                   | Myanmar             | 17   | 34  | 48   | 99      |
| 8                   | Lào                 | 3    | 3   | 12   | 18      |
| 9                   | Brunei              | 1    | 4   | 0    | 5       |
| 10                  | Campuchia           | 0    | 3   | 9    | 12      |
| 11                  | Đông Timor          | 0    | 0   | 3    | 3       |
| Tổng số (11 đơn vị) | Tổng số (11 đơn vị) | 444  | 438 | 576  | 1458    |

### Môn thể thao
SEA Games sẽ có 43 môn diễn ra trong hơn 393 sự kiện thể thao. Liên đoàn Thể thao Đông Nam Á đã quyết định loại bóng rổ, môn thể thao phổ biến tại Philippines, khỏi danh sách thi đấu, với sự đồng thuận của Ủy ban Tổ chức SEA Games Philippines (PHILSOC), vì FIBA đã quyết định cấm nước chủ nhà tham gia vào bất kỳ giải thi đấu quốc tế nào của bộ môn này.
Danh sách các môn thi đấu: 
- Bắn cung

- Võ gậy

- ³
- Thể thao dưới nước

- Điền kinh

- Cầu lông

- Bóng chày

- Bi-a và snooker

- ¹
- Thể hình

- ¹
- Quyền Anh

- Bowling

- ¹
- Canoeing

- Cờ vua

- ¹
- Xe đạp

- Khiêu vũ thể thao

- ³
- Đua ngựa

- Đấu kiếm

- Bóng đá

- Golf

- Thể dục dụng cụ

- Judo

- Karate

- ¹
- Lawn bowls

- ³
- Muay Thái

- ²
- Pencak silat

- ²
- Bi sắt

- ²
- Chèo thuyền

- Thuyền buồm

- Cầu mây

- ¹
- Bắn súng

- Bóng mềm

- Bóng quần

- ¹
- Bóng bàn

- Taekwondo

- Quần vợt

- Đua thuyền truyền thống

- ¹
- Ba môn phối hợp

- Bóng chuyền

- Cử tạ

- Vật

- Wushu

- ¹

¹ - không phải môn thể thao được thi đấu chính thức tại Thế vận hội.
² - môn thể thao chỉ được thi đấu tại SEA Games.
³ -  không phải môn thể thao thường được thi đấu tại Thế vận hội hay SEA Games, lần này được thi đấu do sự mong muốn của nước chủ nhà.
° - trước đây là môn thi đấu chính thức tại Thế vận hội, nhưng tại kỳ đại hội trước đã không được thi đấu và bây giờ chỉ được thi đấu với sự đồng ý của nước chủ nhà.

## Các đoàn
| Quốc gia | Quốc gia              | Vận động viên | Vận động viên | Vận động viên | Quan chức | Quan chức | Quan chức |
| Mã IOC   | Tên                   | Nam           | Nữ            | Tổng          | Nam       | Nữ        | Tổng      |
| -------- | --------------------- | ------------- | ------------- | ------------- | --------- | --------- | --------- |
| BRU      | Brunei                | 88            | 21            | 109           | 109       | 11        | 120       |
| CAM      | Campuchia             | 62            | 15            | 77            | 41        | 3         | 44        |
| INA      | Indonesia             | 367           | 266           | 633           | 315       | 89        | 404       |
| LAO      | Lào                   | 66            | 9             | 75            | 60        | 6         | 66        |
| MAS      | Malaysia              | 281           | 134           | 415           | 220       | 81        | 301       |
| MYA      | Myanmar               | 192           | 140           | 332           | 154       | 34        | 188       |
| PHI      | Philippines (chủ nhà) | 454           | 289           | 743           | 221       | 87        | 308       |
| SIN      | Singapore             | 195           | 168           | 363           | 216       | 75        | 291       |
| THA      | Thái Lan              | 389           | 288           | 677           | 221       | 47        | 268       |
| TLS      | Đông Timor            | 24            | 9             | 33            | 13        | 2         | 15        |
| VIE      | Việt Nam              | 360           | 292           | 652           | 254       | 60        | 314       |
|          | Tổng cộng             | 3213          | 2159          | 5336          | 1824      | 495       | 2319      |

## Đại hội

### Lễ khai mạc
Lễ khai mạc được tổ chức tại Quirino Grandstand ở Manila ; lần đầu tiên một công viên được sử dụng thay vì một sân vận động đã lập kỷ lục về lượng khán giả trực tiếp lớn nhất thế giới trong một buổi lễ khai mạc với 200.000 người. Bằng cách đó, nó đã giảm chi phí, giảm bớt nhu cầu chi hàng triệu peso chỉ để nâng cấp các cơ sở hiện có. Nó cũng có sức chứa khán giả và được coi là lớn trong lễ khai mạc, lớn hơn lễ khai mạc Thế vận hội . Trong số các khán giả có Mặt trận Giải phóng Hồi giáo Moro (MILF), nhóm ly khai Hồi giáo lớn nhất Philippinestrong đó cử đại diện tham dự lễ khai mạc với tư cách là khán giả. Đạo diễn nổi tiếng Maria Montelibano chịu trách nhiệm chỉ đạo tổng thể chương trình, trong khi Ryan Cayabyab và Robert Tongco lần lượt phụ trách chỉ đạo âm nhạc và vũ đạo. Giám đốc sáng tạo Pogs Mendoza và trợ lý giám đốc Bebot Pondevida thiết kế sân khấu. Lần đầu tiên trong lịch sử Đại hội Thể thao Đông Nam Á, lễ khai mạc được tổ chức tại một địa điểm ngoài trời.
Buổi khai mạc Đại hội bắt đầu với cuộc diễu hành và lối vào của lá cờ Philippines, do các thành viên của Hướng đạo sinh Philippines mang theo . Theo sau lá cờ là Nam Hướng đạo Philippines và Nữ Hướng đạo Philippines từ Đại học Sienna và một số vận động viên xuất sắc nhất của nước chủ nhà và cựu sinh viên SEA Games, ngôi sao bóng rổ Allan Caidic , vận động viên chạy nước rút Lydia de Vega-Mercado, võ sĩ quyền anh Mansueto "Onyok" Velasco, vận động viên bơi lội Akiko Thomson, vận động viên điền kinh Nathaniel "Tac" Padilla, ngôi sao taekwondo Monsour del Rosario , nhà vô địch cưỡi ngựa Mikee Cojuangco-Jaworski , vận động viên ném bóng Paeng Nepomuceno và nhà vô địch quyền anh thế giới Manny Pacquiao . Hiện không còn tồn tạiSan Miguel Philharmonic Orchestra và San Miguel Master Chorale , dưới sự chỉ huy của Maestro Ryan Cayabyab , đã biểu diễn "Sabihin Mo Ikaw Ay Pilipino" trong cuộc diễu hành và lối vào của quốc kỳ Philippines, và sau đó là Quốc ca Philippines trong lễ chào cờ. Sau bài quốc ca, một vũ điệu văn hóa đầy màu sắc đã được trình bày bởi các nhóm Vũ đoàn Bayanihan nổi tiếng thế giới và các nhóm dân tộc thiểu số Jocson.
Dẫn đầu các vận động viên là Cờ của Liên đoàn SEA Games, được mang bởi nhà vô địch bơi lội Eric Buhain , nữ hoàng nước rút Elma Muros-Posadas, vận động viên cầu lông Weena Lim, Mansueto Velasco , Monsour del Rosario và Paeng Nepomuceno. Brunei Darussalam dẫn đầu Cuộc diễu hành của các quốc gia. Sau sự nhập cuộc của đoàn Việt Nam, các vũ công Ati-Atihan đã biểu diễn trên sân khấu và một lá cờ lớn của Philippines được các tình nguyện viên từ Gawad Kalinga kéo ra để chào đón Đội tuyển Philippines, những người mặc áo barong bằng vải lanh màu xanh hoàng gia và màu xanh lam cách điệu. mũ rộng vành làm bằng sợi bản địa, loại phổ biến trong khu vực) do nhà thiết kế quốc tế Eric Pineda thiết kế. Đội Philippines được đồng hành cùng Hoa hậu Quốc tế 2005,Precious Lara Quigaman , Nhà vô địch hạng nhẹ WBC sau đó, Manny Pacquiao và người nổi tiếng địa phương, Angel Locsin. Trong suốt cuộc diễu hành, Dàn nhạc và Dàn hợp xướng đã cung cấp bản nhạc. Mỗi quốc gia tham dự đều được vinh danh khi từng người mang cờ lần lượt từ bỏ màu cờ sắc áo của mình trước sân khấu, lần đầu tiên trong lễ khai mạc của trò chơi. Sau phần diễu hành của các quốc gia, dàn nhạc San Miguel Philharmonic và San Miguel Master Chorale đã biểu diễn bài Overture của SEA Games để chào đón các vận động viên. Bayang Barrios đã dẫn đầu bài hát và điệu nhảy đầy màu sắc, " Ang Alamat ng Timog Silangan"(" Huyền thoại Đông Nam "), biểu thị chủ đề của trò chơi," Một Di sản, Một Đông Nam Á ". Con số mười phút thể hiện tài năng của Đoàn múa Bayanihan, Hot Legs và nhiều vũ công tình nguyện từ các trường khác nhau vòng quanh đất nước. Phần thi kết thúc với màn trình diễn các điệu nhảy từ các quốc gia Đông Nam Á khác nhau và cờ của các quốc gia tham dự, trước sự thích thú của đám đông và các vận động viên.
Chủ tịch Liên đoàn Đại hội Thể thao Đông Nam Á và Chủ tịch Ủy ban Olympic Philippines Jose Cojuangco sau đó đã có bài phát biểu quan trọng nhằm truyền cảm hứng cho các vận động viên thi đấu hết mình trong các sự kiện của họ tuyên bố rằng nước chủ nhà không chỉ mong muốn giành được nhiều huy chương nhất có thể mà còn thể hiện tốt lòng hiếu khách giữa các khách của nó. Dù đã bị loại khỏi cương vị Chủ tịch Ủy ban tổ chức SEA Games Philippines cách đây 3 tháng, Roberto Pagdanganan vẫn được giao nhiệm vụ giới thiệu vị khách danh dự, Tổng thống Gloria Macapagal Arroyo , người bước lên sân khấu và chính thức tuyên bố trận đấu mở màn. Để báo hiệu trận đấu khai mạc, pháo hoa thắp sáng bầu trời và cờ SEA Games được kéo lên. Mikee Cojuangco-Jaworskidẫn đầu lời tuyên thệ về tinh thần thể thao và Cesar Mateo, người cam kết điều hành các thẩm phán. Ca sĩ người Philippines gốc Singapore, Julia Abueva đã hát chủ đề " We All Just One " do Jose Mari Chan sáng tác và Rene Nieva viết lời. Equestrienne Toni Leviste, cưỡi ngựa, mang theo ngọn đuốc trước Tượng đài Rizal trước khi chuyền cho vận động viên Olympic Maria Antoinette Rivero. Ngọn lửa đến từ Việt Nam, chủ nhà của các trận đấu trước, trong khi ngọn đuốc đến từ Đại hội thể thao châu Á vừa qua ở Busan. Rivero sau đó băng qua Đại lộ Roxas bằng cách chia tay đám đông đến tận khán đài Grandstand. Cô đốt lửa, dập tắt ngọn đuốc. Sau đó, ngọn lửa tiến đến đài lửa, báo hiệu trò chơi bắt đầu. Lễ khai mạc kết thúc bằng buổi hòa nhạc kéo dài 45 phút. Ban nhạc địa phương Rivermaya, cùng với Dàn nhạc giao hưởng San Miguel, đã chơi bài hát SEA Games, "Posible" truyền cảm hứng cho các vận động viên rằng có thể giành được huy chương. Trong buổi biểu diễn đã có một màn bắn pháo hoa tuyệt hảo, lung linh rực rỡ.

### Lễ bế mạc
Lễ bế mạc Thế vận hội được tổ chức tại Quirino Grandstand vào lúc 20:00 giờ PST ngày 5 tháng 12.
Buổi lễ bắt đầu với các bài hát và màn múa của các nghệ sĩ địa phương và các nghệ sĩ biểu diễn, sau đó là cuộc diễu hành của các vận động viên theo thứ tự các môn thể thao thi đấu tại đại hội. Sau khi Tổng thống Gloria Macapagal Arroyo có bài phát biểu, bà tuyên bố các trận đấu Đông Nam Á lần thứ 23 đã khép lại. Đài lửa SEA Games chính thức tắt và cờ Liên đoàn được hạ xuống. Mike Arroyo, Trưởng đoàn Philippines đã cùng với Chủ tịch Ủy ban Olympic Philippines (POC) Jose 'Peping' Cojuangco Jr trao cờ Liên đoàn SEA Games cho Phó Thủ tướng Thái Lan, Suwat Liptapanlop, biểu tượng của SEA Games trách nhiệm được giao cho Thái Lan, nước chủ nhà của Đại hội thể thao Đông Nam Á 2007. Quốc ca Thái Lan đã được trình bày  khi Quốc kỳ Thái Lan được kéo lên. Một màn biểu diễn phân đoạn Thái Lan được thực hiện bởi các vũ công Thái Lan, những người đã xuất sắc trên sân khấu để cung cấp cho khán giả cái nhìn đại khái về những gì các vận động viên sẽ mong đợi ở Nakhon Ratchasima.
Buổi lễ kết thúc bằng màn biểu diễn chia tay người Philippines, thể hiện văn hóa của đất nước Philippines.